# Cirey-lès-Pontailler
Cirey-lès-Pontailler là một xã ở tỉnh Côte-d'Or trong vùng Bourgogne-Franche-Comté, phía đông nước Pháp. Khu vực này có độ cao trung bình 204 mét trên mực nước biển.

## Dân số
| Năm    | 1962 | 1968 | 1975 | 1982 | 1990 | 1999 | 2005 |
| ------ | ---- | ---- | ---- | ---- | ---- | ---- | ---- |
| Dân số | 59   | 76   | 66   | 65   | 93   | 115  | 127  |